# Činvat
Činvat je v zarathuštrismu most který vede z tohoto světa do posmrtného života a musí jej přejít duše zemřelého. Avestánsky je nazýván činuuatō pərətu-/Činvató-peretu, středopersky činwad puhl, což je tradičně překládáno jako „most oddělovatele“, ale jež se má podle iranisty Jeana Kellense překládat jako „most sběrače“ či „most sběratele“.
Podle středoperských zdrojů leží mezi Čagád Í dáidíg „zákonitým shromážděním“ a Harborz var „ohradou Hará“ - obě místa jsou ztotožňována s mytickou horou Hará, a jeho jižní konec vede do ráje, zatímco severní do podzemního pekla. Je popisován vysoký a široký jako kopí, ale také úzký jako meč či ostrá břitva. Podle Vidévdátu jej střeží dva psi, podle Bundahišnu jeden – tento motiv se objevuje také v Indii.
Zemřelí se Činvatu dostavují čtvrtého úsvitu po své smrti a jsou doprovázeni Sróšou a Vahrámem, přičemž jsou ohrožováni různými dévy, a u vstupu na most je čeká soud vedený Mihrem (Mithrou), společně s Sróšou a Rašnem, podle jiné tradice Rašnem, Aštádem a Zámjazd. Poté, co Rašn zváží skutky zemřelého – pokud byl ctnostným jeho dén se objeví v podobě mladé panny jež mu pomůže s překonáním mostu, pokud byl hříšným tak získá podobu staré babice a padne z mostu do pekla, pokud byly jeho činy morálně nejasné tak se dostane do hammistakánu.
Mircea Eliade se domnívá že motiv mostu – pro spravedlivé širokého a pro hříšné úzkého, byl převzat z křesťanství, kde byl v 6. století již oblíben.